# المرقاب (مسلسل)
مسلسل المرقاب هو عمل الأردن الوحيد من إنتاج 2010 والذي تم عرضه على أبوظبي والتلفزيون الأردني، والعمل من إنتاج مؤسسة أرى للإنتاج الإعلامي بإشراف المخرج إياد الخزوز ومن تأليف جبريل الشيخ وإخراج بسام المصري.
ويشارك في بطولته أحمد العمري، منذر الرياحنة، نادية عودة، عبير عيسى، نبيل المشيني، محمد العبادي، نجلاء عبد الله، شفيقة الطل، عبد العزيز الحداد من الكويت، منصور الغساني مانع المزروعي، سلامة المزروعي من الإمارات، عبد الكريم الجراح محمد الإبراهيمي، وديان يوسف نوري من ليبيا.... والموسيقى التصويرية «وليد الهشيم» ومدير التصوير والإضاءة «جعفر النوفل» والإشراف الفني «خلدون مسلم» ومدير الإنتاج «عمر العبادي». وقد تم تصوير العمل في منطقة الأغوار بإمكانات ومعدات على أعلى مستوى لتؤكد قدرة دراما التلفزيون الأردني على المنافسة.

## وصلات خارجية
- «سكان الكهف مهرجان بيروت»
- مهرجان المسرح العربي الثالث في بيروت الذي تنظمه الهيئة العربية للمسرح «جريدة الحياة»